# اچ‌ام‌اس فرولیک (۱۸۰۶)
اچ‌ام‌اس فرولیک (۱۸۰۶) (به انگلیسی: HMS Frolic (1806)) یک کشتی بود که طول آن ۱۰۰ فوت (۳۰ متر) بود. این کشتی در سال ۱۸۰۶ ساخته شد.